# Zavrstnik
Zavrstnik – wieś w Słowenii, w gminie Šmartno pri Litiji. W 2018 roku liczyła 405 mieszkańców.